# Slobodan Trifunović
Slobodan Trifunović (* 3. Februar 1956 in Belgrad) ist ein ehemaliger jugoslawischer Wasserballspieler. Er gewann mit der jugoslawischen Nationalmannschaft eine olympische Silbermedaille sowie eine Bronzemedaille bei Weltmeisterschaften und war einmal Europameisterschaftszweiter.

## Karriere
Der 1,80 Meter große Slobodan Trifunović spielte in Jugoslawien bei KPK in Korčula und bei VK Jug Dubrovnik. Er ging dann als Profi nach Italien und trat für Neapel, Palermo und Salerno an.
1977 bei der Europameisterschaft in Jönköping wurde die jugoslawische Mannschaft Zweite hinter den Ungarn. 1978 bei der Weltmeisterschaft in West-Berlin wurden die Jugoslawen Dritter hinter den Italienern und den Ungarn, aber vor der sowjetischen Mannschaft. 1979 gewannen die Jugoslawen den Titel bei den Mittelmeerspielen in Split. 1980 bei den Olympischen Spielen in Moskau siegte die sowjetische Mannschaft vor den Jugoslawen und den Ungarn. Trifunović war in allen acht Spielen dabei und traf insgesamt fünfmal. Bei der Europameisterschaft 1981 belegten die Jugoslawen mit drei Siegen in sieben Spielen den vierten Platz. Im Jahr darauf bei der Weltmeisterschaft in Guayaquil verfehlten die Jugoslawen nach Niederlagen gegen die Ungarn und die Kubaner die Endrunde und belegten den siebten Rang.